# ハイポイント (ノースカロライナ州)
ハイポイント（英: High Point）アメリカ合衆国ノースカロライナ州のギルフォード郡にある都市。ハイポイントとグリーンズボロ市およびウィンストン・セーラム市で作るピードモント・トライアド（三角形）に位置している。人口は11万4059人（2020年）。
ハイポイントは家具、繊維およびバスの製造で知られている。「世界の家具の首都」という渾名があり、半年に1回のハイポイント・マーケットには世界中から10万人の観客とバイヤーを集めるので「ノースカロライナの国際都市」とも呼ばれている。
市内には1924年に設立された私立でメソジスト系のハイポイント大学がある。
市域の大半はギルフォード郡に属しているが、隣接するランドルフ郡、デイビッドソン郡およびフォーサイス郡に一部が入っており、4つの郡に跨る都市としてはノースカロライナ州唯一である。

## 歴史
ギルフォード郡に最初に入植したヨーロッパ人の中にはクエーカー教徒とドイツ人の移民が混じっていた。ハイポイントは1856年に建設されたシャーロットとゴールズボロを結ぶノースカロライナ鉄道で最高点に位置しており、そこで1852年に建設されたグレート・ウェスタン板道路と交わっていた。その位置取りと交通の便によって綿花や木材のような原材料を積み出すことができ、市の内外で加工もできたので、初期の成長に貢献することになった。入植したのは1750年より前のことだったが、1859年に市制を布いた。市が大きな製造業の中心となる前は、タバコ、木材加工および繊維が重要な産業だった。市内に多くある家具工場の初期のものは1889年に開業された。
ハイポイントの考え方は単に製造業に結び付けられているのではない。18世紀の半ばには既に、手頃に賄える土地、良い気候および理に適い秩序ある社会を創設する機会を求めてこの地域にやって来たペンシルベニア州のクエーカー教徒難民のように宗教的な自由に結び付けられている。クエーカー教徒は18世紀後半に多くの者が異端と考えた信念をもっていた。この中核となる確信の中心には、この地域の将来の成長のために基礎となる特別の交易と初期教育の仕組みの発展に繋がる社会の価値と平等ということがあった。
ハイポイントはその自治体化以来、高い望みがある都市だった。1870年代には北部から来たカーペットバッガーに、1910年代には繊維産業の貴族に群がろうと、また1930年代には公共公園を計画しようと、市は常にその見通しの先を見ていた。J・J・ファリス、スティーブン・C・クラーク、フランク・サイズモアおよびホルト・マクファーゾンのような市の歴史家達は、都市を建設するためのガイドブックであるかのように市の過去について誇らかに記している。多くの成功した事業や家族の資産に記録を留められ、この大望は市の建築物にも記録されている。

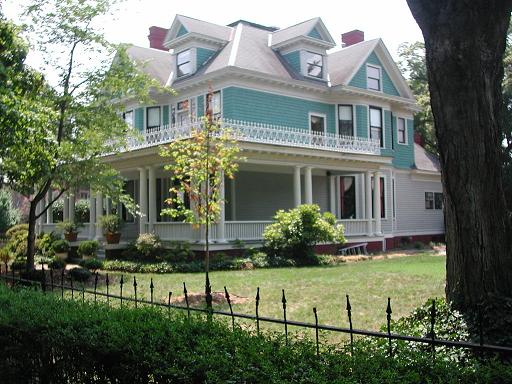
アン女王様式のエッカーハウス、1908年建設

市の成長と影響力を反映して、建築物の多様さでもハイポイント市民の誇りと文化的洗練さを次第に高めていった。初期開拓時代以来、ホテルや商人の家屋には訪問者や目利きの買い物客にとって流行のファサードがあった。その後裕福な実業家は大げさな家屋を持ち、教会は人気のある様式で建てさせ、それが町のスタイル感を増していくことになった。学校や公共事業のような公的プロジェクトは、ハイポイントの先取的な精神や活発になる時代の流れを物語るように人気が有り近代的なデザインで建設されるようになった。20世紀半ばまでに市が設立されて以来のほとんどあらゆる建築様式で建てられた建築物を見られるようになっており、その中には国内で認められた建築家やプランナーによって設計されたものもあった。
21世紀に入って、このような影響力が高等教育機関にも及ぼされるようになった。1924年に開校したハイポイント大学は、ハイポイントとウィンストン・セイラムにあるキャンパスに世界52カ国と全米36州から3,000人の学生と大学院生を集める一般教養大学である。雑誌「USニューズ&ワールド・レポート」大学ランキングでは、この大学を南部で6位、全米では100傑に入る総合大学に位置付けた。この大学では大学の45の専攻科と大学院の5の専攻科を提供している。南部カレッジ学校協会のカレッジ委員会から認定を受けており、またNCAAのディビジョンIとビッグサウス・カンファランスのメンバーである。

## 見どころ

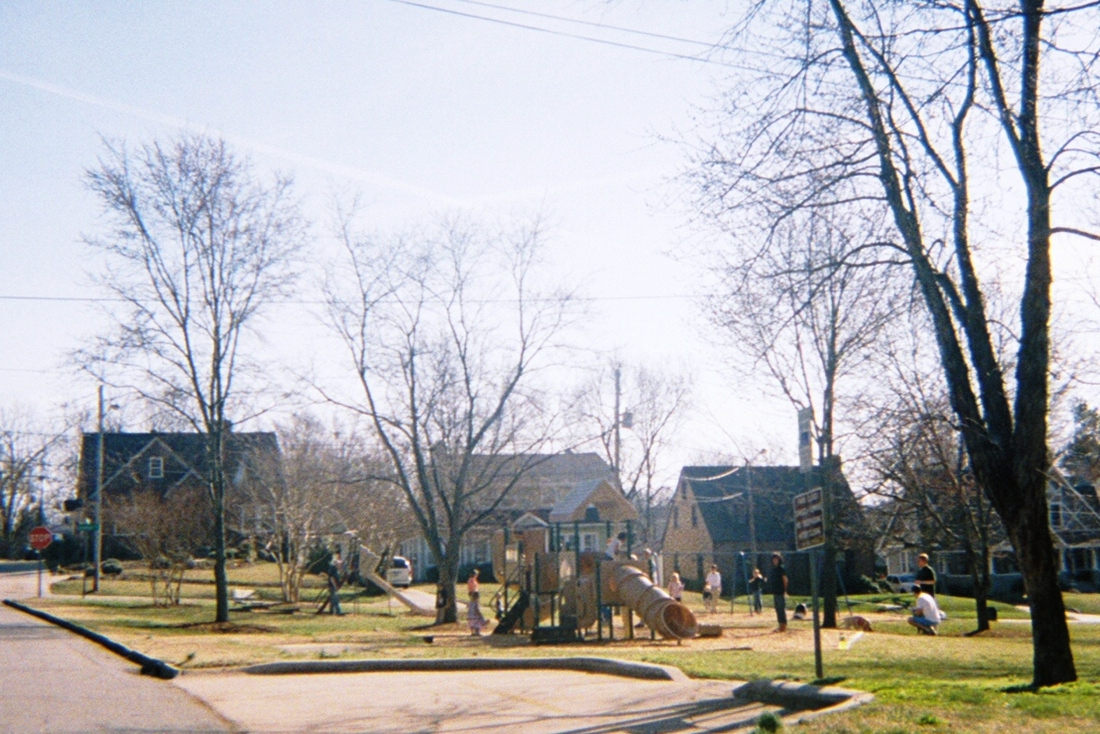
ハイポイントのトライアングル公園

- アンジェラ・ピーターソン人形とミニチュアの博物館 - 南部では最大級の人形とミニチュアの博物館
- バーニス・ビーネンストック家具図書館 - 家具の歴史とインテリアデザインについて世界最大の蔵書数がある
- ハイポイントシティ・レイク公園 - 面積540エーカー (2.2 km²) の湖岸に位置するレクリエーションと娯楽の公園、ボート、釣り、パドルボート、休憩所のあるピクニック場、貸しボートとカヌー、歴史的な回転木馬、列車、ウォータースライド、州内最大の屋外プール、ミニチュアゴルフ、体育館、運動場と遊覧船がある。毎年9月に「公園の日」祭が開催されている
- ハイポイント・コミュニティ劇団 - 1976年設立、ミュージカル、ドラマおよびコメディを地元の役者が演じている。成人、青年および子供のためのお教育プログラム、演劇教室、ワークショップおよびキャンプが開かれている
- ハイポイント博物館と歴史公園 - ハイポイントの歴史を収める博物館、丸太造り鍛冶屋と1786年建築のヘイリー邸の解説付き展示がある
- ハイポイント公共図書館 - 40万冊近い書籍、音楽レコード、ビデオテープ、オーディオブック、定期刊行物、新聞を収め、歴史と系譜学に関する包括的な収集品がある
- 歴史的キャッスル・マカロック・ゴールドミル - マカロック・ゴールドミルは1832年建設で、地元の金探鉱のために主に精錬所として使われた。現在は特別な催事場として開館している
- ミルズ地域健康教育センター - 人体と健康に関する双方向健康教育のセンター
- 昔の家庭生活博物館 - 1856年に建てられたスプリングフィールド集会所を使って1926年頃に設立されたクエーカー教徒の博物館、植民地時代クエーカーの家庭で典型的だった工作物を広く集めている
- ノースカロライナ・シェイクスピア祭 - ハイポイント劇場を本拠にし、9月から12月のシーズンにプロの劇団が古典的な劇から当代の劇を演じている。
- ピードモント環境センター - ハイポイントシティ・レイクに隣接する面積375エーカー (1.5 km²) のハイキングトレイル、自然保護地、自然に関する店舗、小動物の展示があり、ノースカロライナの地形模型がある全長8マイル (13 km) のグリーンウェイ・トレイルに繋がっている

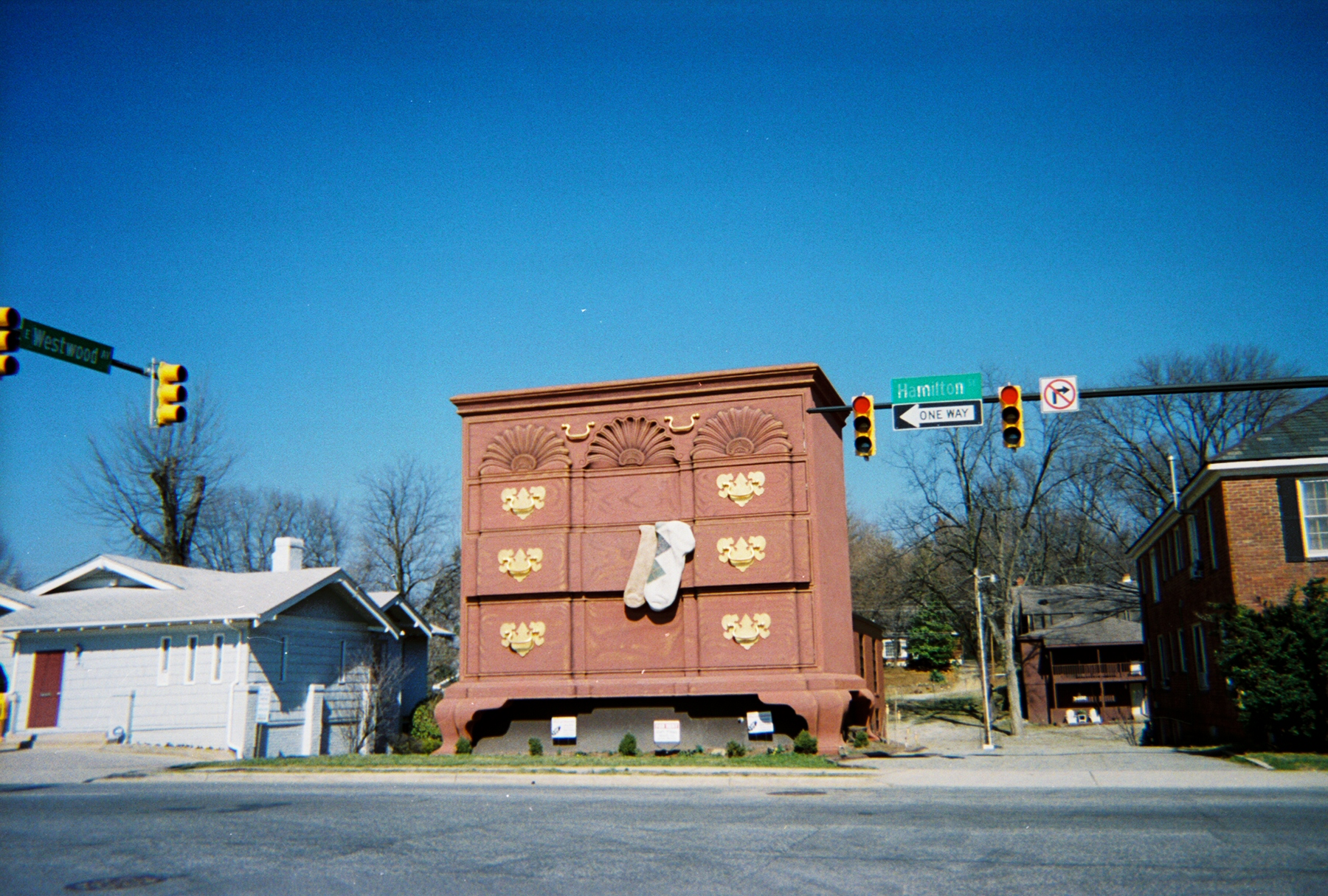
世界最大の箪笥

- ロゼッタ・C・ボールドウィン博物館 - ロゼッタ・C・ボールドウィンとその家族および多くのアフリカ系アメリカ人の遺産を称えて2000年11月開館、20世紀半ばの南部アフリカ系アメリカ人の典型的な家庭を展示
- ゼクレスト画廊 - ハイポイント大学キャンパスのヘイワース美術センター内にある、18世紀と19世紀のイギリス美術の恒久的収集品展示と巡回展示を行っている。
- 劇場ギャラリー - 1975年以降ハイポイント劇場に収容、当代の美術作品を展示、ハイポイントでは唯一非営利独立系の美術展示場であり南東部では最高の舞台と画廊スペースがある
- 世界最大の箪笥 - 1926年以来の市を象徴するシンボル、自動車志向ポップアートの1例であり、多くのテレビ番組で紹介されてきた

## 地理
ハイポイント市はノースカロライナ州唯一の4つの郡に跨る都市である。ヤドキン・ピーディー川とケープフェア川の2つの水系がある。市の一部の標高は300メートル以上あり、ノースカロライナ州のピードモント台地では最高の都市郡に入っている。
ハイポイントは北緯35度58分14秒 西経79度59分51秒 / 北緯35.97056度 西経79.99750度に位置する。アメリカ合衆国国勢調査局に拠れば、市域全面積は50.6平方マイル (131.3 km2)、このうち陸地は49.0平方マイル (127.0 km2)、水域は1.6平方マイル (4.2 km2)で水域率は3.24％である

## 気候
ハイポイントの気候は温暖で四季がある。夏は暑く時として湿度が高い。7月や8月は露点が60 °F (16 ℃) 台後半から70 °F (21 ℃) 台前半にまで上がる。秋と春は温暖である。冬は冷涼だが、毎年 −5 ℃以下に温度が下がることは数日だけである。降雨は年間を通じてほぼ均等にあり、1ヶ月に雨の降る日は6日から9日である。降雪は気まぐれあり、ほとんど降らない年があれば、暴風雪に襲われる年もある。1月に平均最低気温は−3 ℃ (28 °F)、平均最高気温は 7 ℃ (48 °F) である。7月の平均最低気温は 19 ℃ (67 °F)、平均最高気温は 30 ℃ (88 °F) である。ただし熱波に襲われたときは 35 ℃ (95 °F) を越えることがある。過去最低気温は −22 ℃ (−7 °F)、過去最高気温は 40 ℃ (104 °F) である。湿潤大陸性気候であり、山岳部と大洋との間にありながら、内陸ほど温度変化はない。
2010年にはカロライナ竜巻に襲われた。改良藤田スケールEF3にまで達して、市の北部郊外を通過した。
| ハイポイントの気候               | ハイポイントの気候 | ハイポイントの気候 | ハイポイントの気候 | ハイポイントの気候 | ハイポイントの気候 | ハイポイントの気候 | ハイポイントの気候 | ハイポイントの気候 | ハイポイントの気候 | ハイポイントの気候 | ハイポイントの気候 | ハイポイントの気候 | ハイポイントの気候 |
| 月                               | 1月                | 2月                | 3月                | 4月                | 5月                | 6月                | 7月                | 8月                | 9月                | 10月               | 11月               | 12月               | 年                 |
| -------------------------------- | ------------------ | ------------------ | ------------------ | ------------------ | ------------------ | ------------------ | ------------------ | ------------------ | ------------------ | ------------------ | ------------------ | ------------------ | ------------------ |
| 平均最高気温 °C （°F）           | 9 (48)             | 11 (51)            | 16 (60)            | 21 (70)            | 26 (78)            | 29 (84)            | 31 (88)            | 30 (86)            | 27 (80)            | 21 (70)            | 16 (60)            | 10 (50)            | 21 (69)            |
| 平均最低気温 °C （°F）           | −2 (28)            | −1 (30)            | 3 (37)             | 8 (46)             | 13 (55)            | 17 (63)            | 19 (67)            | 19 (66)            | 15 (59)            | 8 (47)             | 3 (37)             | −1 (30)            | 8 (47)             |
| 降水量 mm （inch）               | 84 (3.3)           | 84 (3.3)           | 97 (3.8)           | 81 (3.2)           | 91 (3.6)           | 97 (3.8)           | 112 (4.4)          | 104 (4.1)          | 84 (3.3)           | 86 (3.4)           | 74 (2.9)           | 81 (3.2)           | 1,074 (42.3)       |
| 出典：Weatherbase December, 2010 |                    |                    |                    |                    |                    |                    |                    |                    |                    |                    |                    |                    |                    |

## 人口動態
以下は2000年の国勢調査による人口統計データである。
| 基礎データ - 人口: 85,839人 - 世帯数: 33,519世帯 - 家族数: 22,523家族 - 人口密度: 675.7人/km2（1,750.1人/mi2） - 住居数: 35,952軒 - 住居密度: 283.0軒/km2（733.0軒/mi2） 人種別人口構成 - 白人: 60.56% - アフリカン・アメリカン: 31.77% - ネイティブ・アメリカン: 0.46% - アジア人: 3.35% - 太平洋諸島系: 0.02% - その他の人種: 2.27% - 混血: 1.57% - ヒスパニック・ラテン系: 4.89% - 先祖による分類 - アメリカ: 12.7% - イギリス系: 8.7% - ドイツ系: 8.3% - アイルランド系: 5.9% 年齢別人口構成 - 18歳未満: 26.0% - 18-24歳: 9.3% - 25-44歳: 31.8% - 45-64歳: 21.0% - 65歳以上: 11.9% - 年齢の中央値: 34歳 - 性比（女性100人あたり男性の人口） - 総人口: 91.5 - 18歳以上: 87.6 | 世帯と家族（対世帯数） - 18歳未満の子供がいる: 32.9% - 結婚・同居している夫婦: 46.9% - 未婚・離婚・死別女性が世帯主: 16.3% - 非家族世帯: 32.8% - 単身世帯: 27.2% - 65歳以上の老人1人暮らし: 9.5% - 平均構成人数 - 世帯: 2.49人 - 家族: 3.03人 収入と家計 - 収入の中央値 - 世帯: 40,137 米ドル - 家族: 48,057米ドル - 性別 - 男性: 33,411米ドル - 女性: 25,293米ドル - 人口1人あたり収入: 21,303米ドル - 貧困線以下 - 対人口: 13.2% - 対家族数: 10.5% - 18歳未満: 18.6% - 65歳以上: 11.4% |

## 経済
ハイポイント市の主要雇用主トップ10は次の通りである。
| ハイポイント地域健康管理システム | 1,866 |
| バンク・オブ・アメリカ           | 1,800 |
| トーマス・ビルト・バシズ         | 1,586 |
| NCOグループ Inc.                 | 1,109 |
| タイコ･エレクトロニクス          | 1,000 |
| ポロ・ラルフ・ローレン           | 920   |
| コーナーストーン・ヘルスケア     | 785   |
| イートナ                         | 700   |
| マーシュ家具会社                 | 696   |
| HDM家具製造                      | 491   |

ハイポイントはかつて家具、靴下およびハッテラス・ヨットと同義語だったが、現在の経済は物流、顧客サービスと金融、製造、写真および薬品にまで多様化してきた。コンピュータのデル社の供給者ワールドワイド・テクノロジー社がハイポイントにある面積34,000平方フィート (3,160 m²) の施設で200人を雇用すると発表し、フォーサイス郡にあるデル製造工場の恩恵を受けている。また、ピードモント・トライアド国際空港をフェデックス・エクスプレスが航空便中継点としており、ポロ・ラルフ・ローレンのインターネット販売サイトであるPolo.comの拠点としてハイポイントを選定し、250人を雇用する計画の重要な要素になった。
2005年、市はその公式スローガンとして「ノースカロライナの国際都市」を採択し、国際ビジネス、特に世界最大の家具産業見本市であるハイポイント・マーケット（元は国際住宅設備マーケットと呼ばれていた）の役割を強調することになった。
ハイポイント・マーケットは市の経済の中心であり続けている。この巨大な見本市は世界最大、最も知名度が高く、かつ最も重要な家具産業の見本市である。会場は面積1,200万平方フィート (1,100,000 m²)、出展者は2,300社、188の建物に分かれて行われている。

## 交通

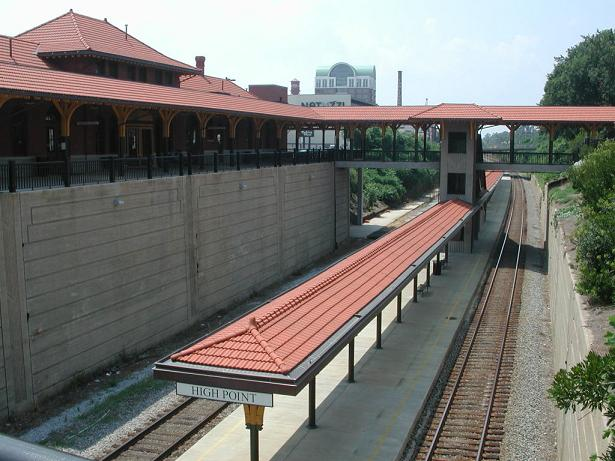
ハイポイント駅

ハイポイントの近くにはピードモント・トライアド国際空港があり、グリーンズボロ市やウィンストン・セイラム市の市民も利用している。
近年改修されたアムトラックのハイポイント駅はウェスト・ハイ・アヴェニュー100にある。ハイポイント駅にはニューヨークとニューオーリンズを結ぶ夜行長距離列車クレセント号が1日1往復、ニューヨークとシャーロットとを結ぶ昼行長距離列車カロリニアン号が1日1往復、ローリーとシャーロットを結ぶ昼行中距離列車ピードモント号が1日2往復停車する。それらの列車がハイポイント駅とニューヨーク、フィラデルフィア、ボルティモア、ワシントンD.C.、リッチモンド、ローリー、シャーロット、アトランタ、バーミングハムおよびニューオーリンズなどの都市を結んでいる。
州間高速道路85号線が市の南部を通り、現在は産業道路85号線とされている当初の州間高速道路より南東にある。将来新しい州間高速道路74号線が市の東部を通ることになる。この区間は地元で「イーストベルト」高速道路プロジェクトと呼ばれ、完工は2011年以降を予定されている。この高速道路の一部は建設が終わっており、アメリカ国道311号線と呼ばれている。
ピードモント地域交通公社(PART)もハイポイントでバスを運行している。ノースカロライナ州ピードモント北西部の各都市の大半を結ぶシャトルバスである。市内には公共交通機関もある。ハイトランと呼ばれるバス便である。
市内を通る高規格道路は次の通りである
- 州間高速道路40号線
- 州間高速道路74号線（未完）
- 州間高速道路85号線
- 州間高速道路85号線産業道路
- アメリカ国道20号線
- アメリカ国道70号線
- アメリカ国道311号線
- ノースカロライナ州道62号線
- ノースカロライナ州道66号線
- ノースカロライナ州道68号線
- ノースカロライナ州道610号線

## 教育

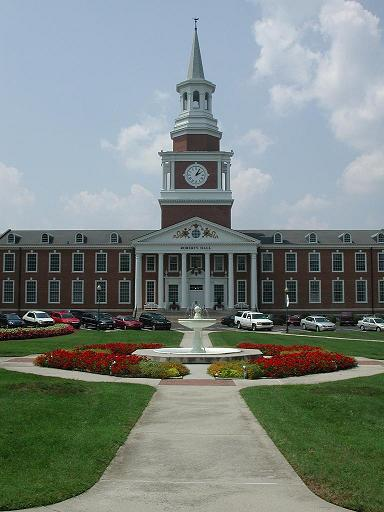
ハイポイント大学、ロバーツホール

子供を教育する私立学校は19世紀初期には既にクエーカー教徒がハイポイント周辺に設立していた。ニューヨーク州のクエーカー教徒のネットワークであるニューヨーク・ソサイエティ・オブ・フレンズ年次集会が1880年代にアフリカ系アメリカ人の生徒のための学校をアシュボロで始めた。この学校が1891年にハイポイントのワシントン通り東の地に移転された。この学校はハイポイント師範実業学校（後にウィリアム・ペン高校）と名付けられ、1897年までクエーカー教徒によって管理された。この年、黒人教師アルフレッド・J・グリフィンが校長になり、長期間にわたる成長の礎を築いた。
ハイポイントの公共教育の仕組みは、1897年に1万ドルの債権の承認で始められ、一部は最初の校舎のためにメインストリート南にあったJ・エルウッド・コックス家の邸宅を購入するために使われた。5年生までの児童350人を教育する仕組みを管理するために12人の教育委員が指名された。市の施設が大きくなるにつれて、初等教育の施設も改良された。学校建設と教育年限を上げること、教室を改善することが組み合わされ、1905年から1911年の間に白人児童のための4つの学校が建設された。その他多くの学校は1920年代の急成長の時期に建設された。
この建設ブームは1927年のハイポイント高校開設が頂点だった。州内にある多くの格調高い校舎の中でも1927年のこの高校を超えるものは少ない。このキャンパスはグリーンズボロの建築家ハリー・バートンとシャーロットのランドスケープアーキテクトアール・S・ドレーパーの合作だった。1931年には直ぐ東にファーンデール中学校が併設され、高校の外観と調和するように設計されたので、キャンパスの思想を保つことができた。この高校と中学校は中心街とエメリーウッドの間にある広大な土地に運動施設を共有している。2つ目の高校であるT・ウィンゲイト・アンドリューズ高校は1960年代に建設された。
市内には幾つかの私立および独立系学校もあり、バプテスト系のハイポイント・クリスチャン・アカデミーやクエーカー系のハイポイント・フレンズ学校などと、チャーター・スクールのフェニックス・アカデミーがある。
1921年ハイポイント商工会議所が市内にカレッジを設立することを優先事項にし、ハイポイント・カレッジ設立運動を開始した。この運動で長年カレッジを設立したいと望んでいたノースカロライナ・メソジスト・プロテスタントの関心を集めるための寄金を求めた。
ハイポイント市は指導的市民からの保証で60エーカー (240,000 m²) の土地と10万ドルの寄付を受け、グリーンズボロやバーリントンというライバルに競り勝ってカレッジ誘致に成功した。ハイポイント・カレッジは1924年に開校し（1991年にハイポイント大学に校名変更した）、このときは様々な開発段階の3つの建物があった。1920年代の保証寄金でロータリー、キワニス、シビタンおよびアメリカン・ビジネスクラブなど市民団体の多くが設立された。ハイポイント・カレッジのキャンパスの建築デザインは1920年代に州内にあった多くの私立カレッジと大学の伝統的かつ歴史ある建築概念を保つようにされた。管理棟（ロバーツホール）、男子寮と女子寮（マカロックホールとウィミンズホール）、およびセントラルヒーティング設備が1922年から1924年にかけて、ワシントンD.C.の建築家R・E・ミッチェルとこれを支援したハイポイントの建築家ハーバート・ハンターの設計で建設された。今日のハイポイント大学は4年制、共学、一般教養大学であり、ユナイテッド・メソジスト協会と関連がある。伝統的な形式で50の専攻科がある。伝統に捉われない夜間教室もあり、大学院研究科では4種の修士号と6個のプログラムを提供している。
市内にはジョン・ウェズレー・カレッジがあり、またショー大学"CAPE"（成人および専門家教育カレッジ）プログラムセンター9か所の1つもある。
ギルフォード工科コミュニティ・カレッジもハイポイントにキャンパスを構えている。

## メディア

### 新聞
ハイポイント・エンタプライズは1885年の創刊であり、市内唯一の日刊紙である。グリーンズボロで発行されるニューズ・アンド・レコーズも購読できる。イエス！ウィークリーはニューズ、評論、芸術、娯楽、音楽、映画、および食品の話題を掲載する週刊紙である。

### テレビ局
ハイポイントはグリーンズボロ-ウィンストン・セイラム-ハイポイント・テレビ市場に属している。全国系列の局など9曲の放送を視聴できる。

## 著名な住人と出身者
- ルーク・アップリング、メジャーリーグベースボール選手、シカゴ・ホワイトソックス、1964年にアメリカ野球殿堂入り
- ジェイムズ・P・ケイン、駐デンマークアメリカ合衆国大使
- ジョン・コルトレーン、ジャズ・サキソフォン奏者、ハムレット生まれ、生後間もなくハイポイントに移転し高校時代まで居住
- アダム・ラザラ、バンドのテイキング・バック・サンデイのリードボーカル、若い時にアラバマ州からハイポイントに移転
- エディ・ポープ、プロのサッカー選手
- パーリー・A・トーマス、バス製造会社トーマス・ビルト・バシズの設立者